# Lóaktínia
A lóaktínia (Actinia equina) a virágállatok (Anthozoa) osztályának tengerirózsák (Actiniaria) rendjébe, ezen belül az aktíniák (Actiniidae) családjába tartozó faj.

## Előfordulása
A lóaktínia az Északi-tenger partján, az Atlanti-óceán európai, észak- és északnyugat-afrikai partjai mentén egészen a Dél-afrikai Köztársaságig, valamint a Földközi-tenger partvonalán lelhető fel. Kalk (1958) szerint a trópusi Indiai- és Csendes-óceánokban is fellelhető.
Bár a lóaktíniát hátrányosan érinti a tenger szennyeződése és a partokon folyó építkezés, az ember nem veszélyezteti közvetlenül, így továbbra is nagy számban megtalálható a tengerekben.

## Alfajai, változatai
Az alábbi taxonok e faj alfajai és változatai lehetnek, bár a WoRMS szerint az összes nomen dubium, azaz „kétséges név”:
- Actinia equina castanea
- Actinia equina coccinea
- Actinia equina concentrica
- Actinia equina equina
- Actinia equina glauca
- Actinia equina hemisphaerica
- Actinia equina hepatica
- Actinia equina japonica
- Actinia equina olivacea
- Actinia equina pontica
- Actinia equina rubra
- Actinia equina rufa
- Actinia equina var. umbrina
- Actinia equina var. viridis

## Megjelenése
Ennek az aktíniának a magassága akár 5 centiméter is lehet. Kinyújtott tapogatókarokkal 7 centimétert érhet el az átmérője. A szájkorongot körülbelül 200 darab mozgékony, hat sorba rendezett tapogatókarból áll, melyek a táplálék megragadását szolgálják. A korong szegélyét övező 24 „peremzacskó”, azaz csalánüteg tartalmazza azt a mérget, amellyel a lóaktínia megbénítja az áldozatait. A szájnyílás a szájkorong közepén helyezkedik el; a garat varsaszerűen befelé tágul. A garaton és a szájnyíláson keresztül távoznak az anyagcseretermékek is. A testfalat alkotó két sejtréteget (melyek közül a külsőt ektodermának, a belsőt endodermának nevezzük) kocsonyás réteg (mesogloea) választja el egymástól. A lóaktínia törzsének közepén elhelyezkedő üreg, az űrbél. Az emésztőnedvek bontják le az ide továbbított táplálékot. Amikor dagály után visszavonul a tenger, a lóaktínia olyan lesz, mint egy színes, kocsonyás zacskó. Amint az ár újra elönti, kibomlik az élénk színű csalánozó tapogatók koszorúja. A lóaktínia faj egyedei lehetnek vörösek, sárgák, barnák és zöldek is.

## Életmódja
Főleg az árapály-övezetben a sziklákra tapadva él, de 20 méter mélyben is megtalálható ez az állatfaj. Tápláléka kistestű tengeri állatok. A Critomolgus actiniae, Gastroecus arcticus és Paranthessius anemoniae nevű evezőlábú rákok élősködnek ezen az aktínián. A szóban forgó aktíniafaj 3 évig él, de fogságban ennél többet is élhet.

## Szaporodása
A lóaktínia kölcsönös megtermékenyítés révén szaporodik. A megtermékenyített peték a testen belül kelnek ki, majd a lárvák szétszóródnak a tengervízben.

## Képek

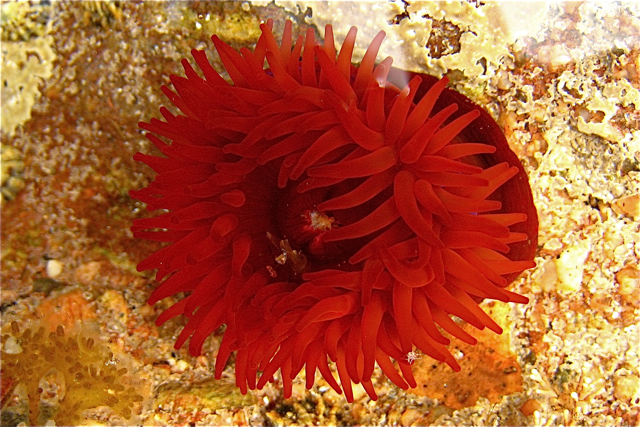
Kinyílva és
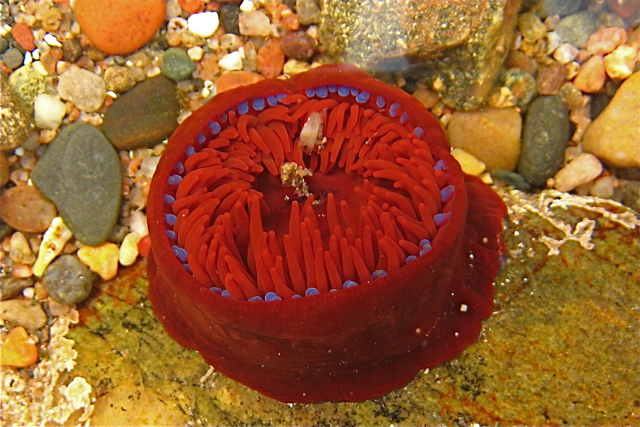
összehúzódva
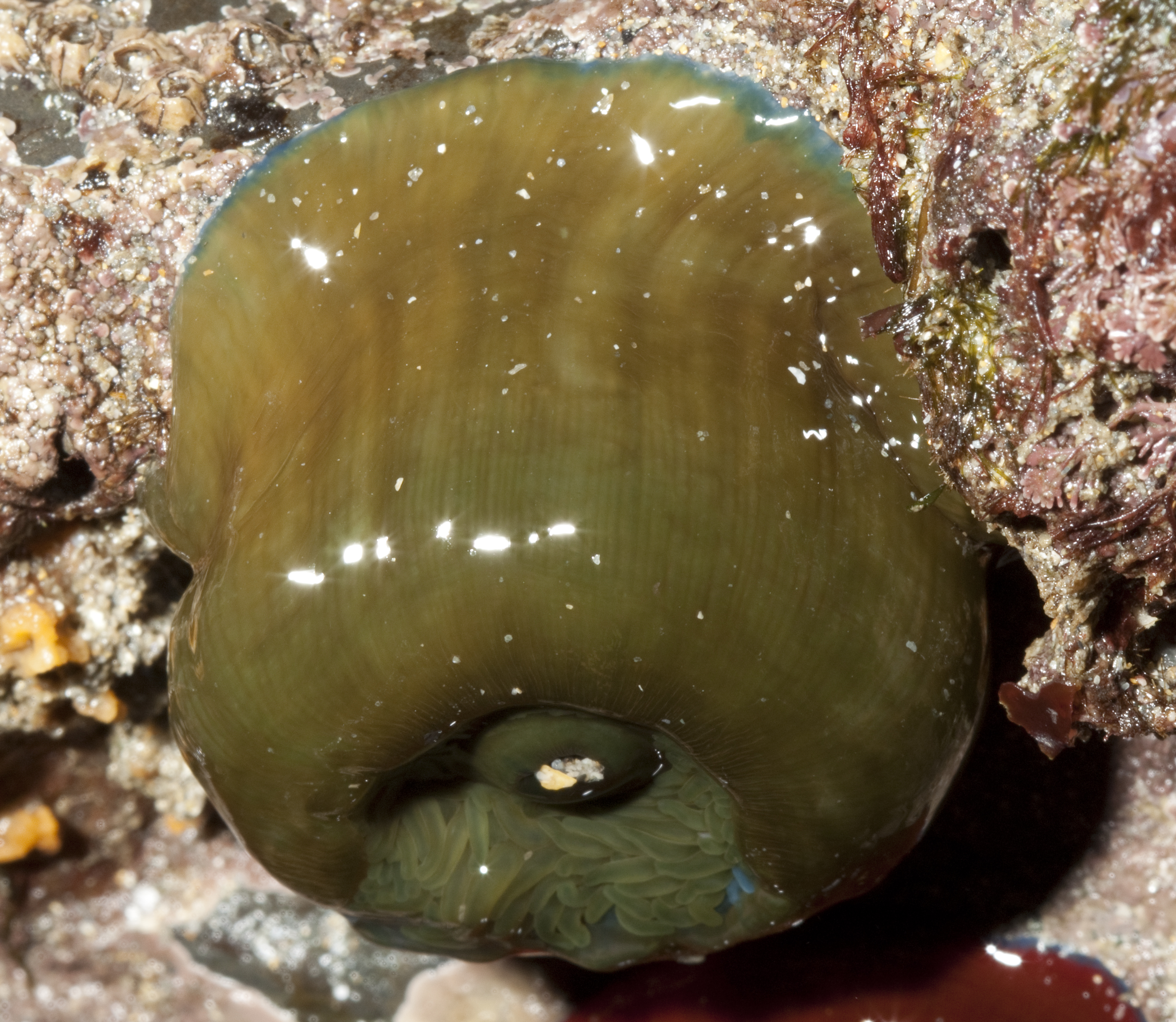
Többféle színe
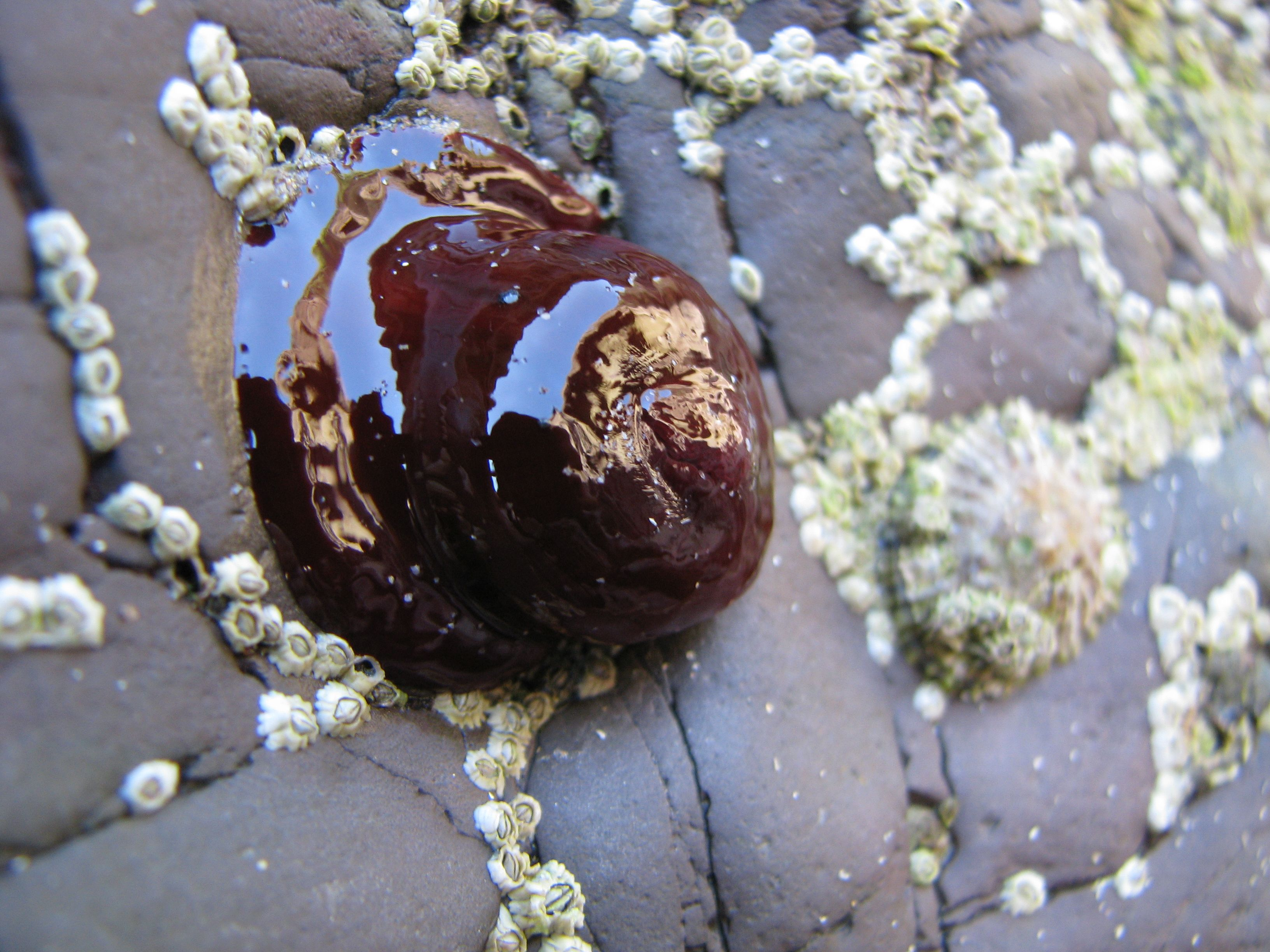
Lóaktínia Actinia equina apálykor behúzott csápjaival
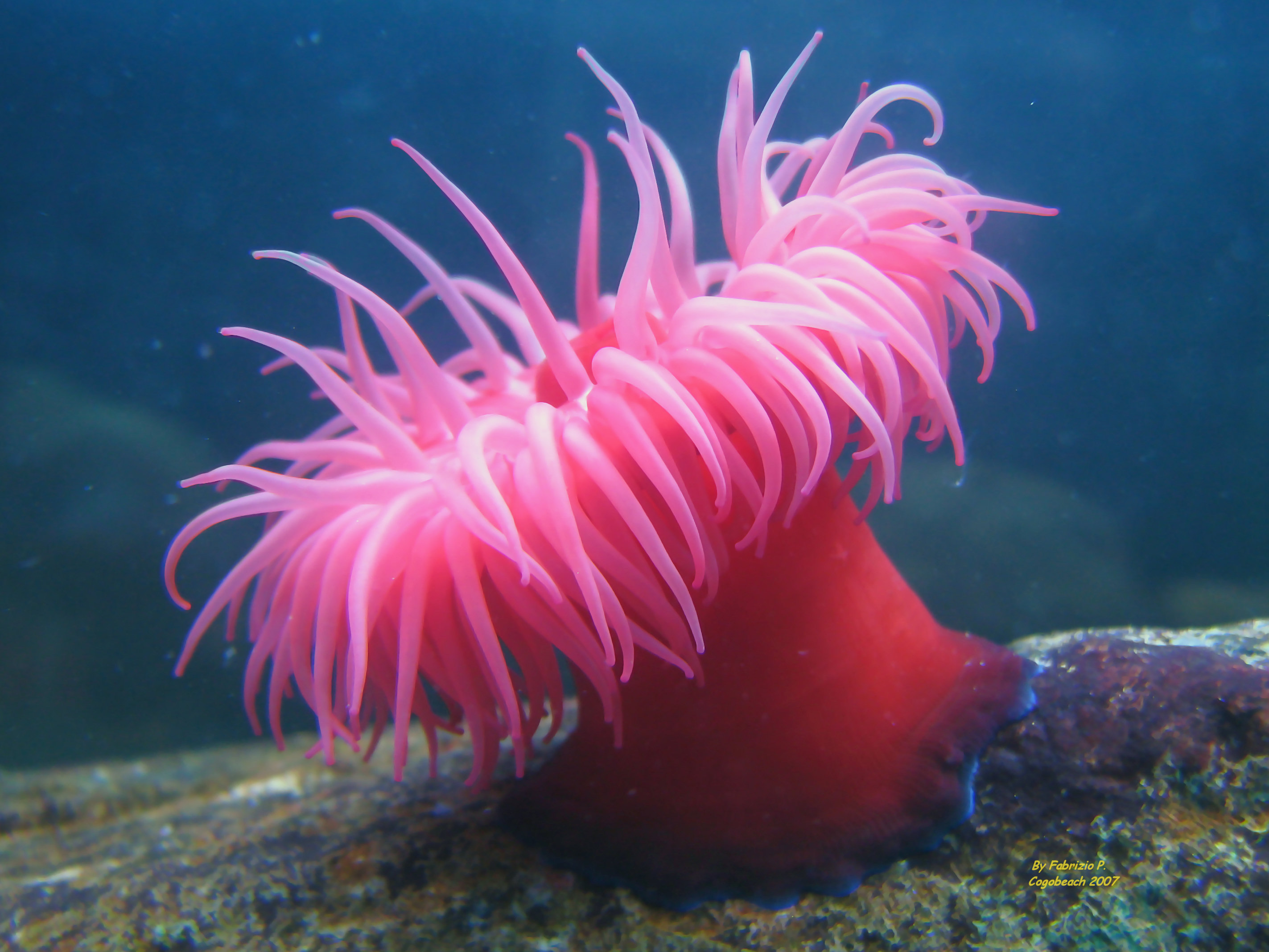
is lehet